# Leo Bigger

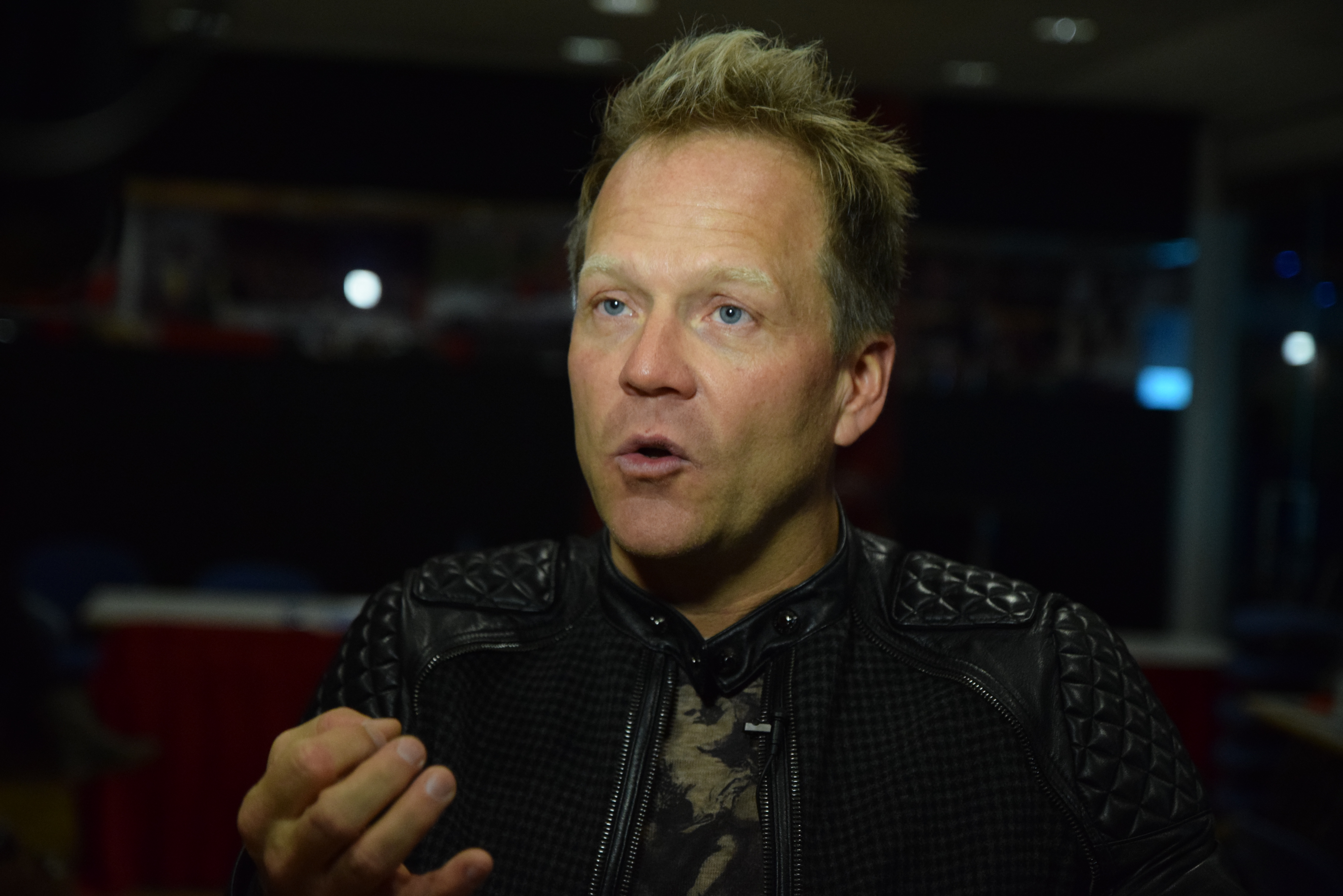
Leo Bigger, 2016

Leo Bigger (* 1968 in Buchs SG) ist ein Schweizer Pastor und Gemeindeleiter der christlichen Freikirche International Christian Fellowship (ICF) in Zürich.

## Leben
Bigger wurde 1968 als Sohn eines Bahnarbeiters und einer Hausfrau geboren und wuchs in Buchs SG in einer katholischen Familie auf. Er organisierte Discos und leitete die Jugendrockband blackout. Nach seiner Ausbildung zum Offsetdrucker besuchte er die IGW-Bibelschule in Zürich. Seinen Ruf zum Pastor bekam er in Chicago, worauf er in Zürich in die junge „International Christian Fellowship“-Gemeinde, die von Heinz W. Strupler gegründet wurde, einstieg. 1994 übergab ihm Heinz W. Strupler die Verantwortung für das ICF. Zur gleichen Zeit leitete Matthias Bölsterli als Pastor die evangelische Limmatgemeinde. 1996 gründeten Leo Bigger, Matthias Bölsterli und Micky Conod die „International Christian Fellowship Church“ als Verein. Seither leitet Bigger diese Kirche, die sich in etlichen Städten der Schweiz, in Deutschland und Europa ausgebreitet hat. Zu Biggers Vorbildern gehören die US-amerikanischen Evangelikalen Bill Hybels und Rob Bell und der deutsche Evangelist Reinhard Bonnke, den er auch zum fünfzehnjährigen Bestehen der "International Christian Fellowship Church" 2011 eingeladen hat.
Oft predigt Bigger zu bestimmten Themen an mehreren Sonntagsgottesdiensten in Folge, diese Serien werden dann in Schriftform gebracht und so zu Büchern gemacht, die seit Jahren im fontis Brunnen Verlag in Basel aufgelegt werden. Die letzten drei Bücher waren eine Trilogie, die im Titel Löwe, Adler und Taube als Symboltiere, die in der Bibel vorkommen, hatten. Sein Ziel damit ist, Menschen dort anzusprechen und abzuholen, wo sie sind, um sie mit Gott in Verbindung zu bringen.
Bigger ist verheiratet mit Susanna. Sie haben zwei Kinder und wohnen in der Nähe von Zürich. Er moderiert gemeinsam mit seiner Ehefrau die Sendung „BERATUNGSTV“.

## Kritik
Die konservativen Ansichten des evangelikalen Bigger sowie sein auffälliger Fokus auch auf monetäre Aspekte geben immer wieder Anlass zu Kritik. Er bezeichnete „Sex vor der Ehe, Homosexualität, Sucht“ als Zeichen „einer verkrümmten Identität“ und äußerte sich in der Vergangenheit islamkritisch.

## Werke

### Bücher
- Network. icf, Zürich 1997.
- Go for it. icf, Zürich 1997.
- Just do it. icf, Zürich 1997.
- No Fear. icf, Zürich 1998 (Anleitung zur Überwindung alter Muster und negativer Erlebnisse)
- No Limits. Träume Gottes Träume! icf, Zürich 2000.
- The Passion. Jesus – sein Leben. icf, Zürich 2000.
- Nr. 1. icf, Zürich 2001 (mit Kerstin Hack; Entdeckungsreise zu Persönlichkeit, Gaben und Talenten, inkl. Test)
- Go for it. icf, Zürich 2001 (2. revidierte Auflage. Übertragung der zehn Gebote in unsere Zeit)
- Gewinnen. icf, Zürich 2003 (Arbeitsbuch zur Weitergabe des Glaubens)
- Festigen. icf, Zürich 2003 (Arbeitsbuch, Überarbeitung von Entdecke Gott)
- Leben, das sich lohnt. Erlebe, wie deine Sehnsüchte gestillt werden. icf, Zürich 2004.
- Beauftragen. icf, Zürich 2005 (Arbeitsbuch)
- Leadership in style. icf, Zürich 2005 (Grundlagen erfolgreicher Leiterschaft von Jesus)
- Geheimnis Heiliger Geist. icf, Zürich 2006, ISBN 978-3-0375-0018-7
- Entdecke Gott. Wie Du Gott persönlich kennenlernen kannst. Brunnen, Basel 2007 und 2010.
- Erfolgreich leiten. Wie man Mitarbeiter gewinnen und erfolgreich fördern kann. icf, Zürich 2008.
- Hallo Zukunft. Lerne Leben wie Mose. Brunnen, Basel 2010, ISBN 978-3-7655-1457-9.
- Lieber Gott, warum? Zehn heisse Fragen an Gott. Brunnen, Basel 2011, ISBN 978-3-7655-1479-1.
- Ehe hoch 31. Erfrische deine Ehe in 31 Tagen. Brunnen, Basel 2011, ISBN 978-3-7655-1484-5.
- Liebesleben! Ein erfrischend ehrliches Buch über die Liebe. 2012, ISBN 978-3-7655-1504-0 (mit Susanna Bigger)
- Löwenherz. Brunnen, Basel 2013 und 2014, ISBN 978-3-7655-1531-6 (Dieser Titel bezieht sich auf Jesus Christus als Löwe aus dem Stamm Juda)
- Adlerauge. Ein Buch über Berufung, Vision und Fokussierung. Fontis – Brunnen, Basel 2014, ISBN 978-3-7655-5229-8
- Geist Gottes. Ein Buch über Heiligkeit, Kraft und Gottes Gegenwart. Fontis, Basel 2015, ISBN 978-3-0384-8044-0 (Titelbild mit Taube als Symbol für den Heiligen Geist)
- Esther. Mit Gott die Welt auf den Kopf stellen. Fontis, Basel 2016, 2. Auflage 2017, ISBN 978-3-03848-099-0.
- Jakob. Mit Gott die Welt auf den Kopf stellen, Fontis, Basel 2017, ISBN 978-3-03848-131-7.
- Habakuk. Mit Gott die Welt auf den Kopf stellen, Fontis, Basel 2019, ISBN 978-3-03848-167-6.

mit Susanna Bigger
- Bete wie niemals zuvor! 31 inspirierende Gebetsideen für deinen Alltag, ICF-Media, Zürich 2020, ISBN 978-3-03750-039-2.
- Lebe wie niemals zuvor! 31 inspirierende Ideen für ein erfülltes Leben, ICF-Media, Zürich 2021, ISBN 978-3-03750-044-6.

### Fernsehen
- Club vom 7. Juni 2011 auf Schweizer Fernsehen SRF[10]
- ICF Television: ein halbstündiges christliches Fernsehprogramm pro Woche, das in den Gottesdiensten am Wochenende aufgezeichnet wird. Seit April 2014 erscheint ICF Television auch auf Bibel TV[11]